# 倒刺鲃
倒刺鲃（学名：Spinibarbus denticulatus）为鲤科倒刺鲃属的鱼类，水族市面上稱為鳳仙子、女兒紅魚，又名鋸齒倒刺䰾、鋸齒倒刺魮，俗名：鋸齒棘䰾、鋸齒棘魞、青竹鯉、青竹鱼、竹鱼、草包鱼、黄冠鱼。在中国，分布于海南岛、北江、西江、云南的元江、珠江、西洋江等水系，常见于水体中下层乱石间隙。该物种的模式产地在海南岛。
其种加词“Denticulatus”意为“具细齿的”。

## 亚种
- 倒刺鲃指名亚种（学名：Spinibarbus denticulatus denticulatus），Oshima于1926年命名，俗名青竹鲤、青竹。在中国，分布于海南岛、北江、西江、云南的元江和西洋江等水系。该物种的模式产地在海南岛。[2]
- 多鳞倒刺鲃（学名：Spinibarbus denticulatus polylepis），Chu于1988年命名。在中国，分布于南盘江等。该物种的模式产地在泸西县三塘。[3]
- 云南倒刺鲃（学名：Spinibarbus denticulatus yunnanensis），Tsu于1977年命名，俗名青鱼。在中国，分布于抚仙湖、阳宗海、星云湖等，属于中上层鱼类。该物种的模式产地在星云湖、抚仙湖。[4]